# Naše zdravotnictví
Naše zdravotnictví je online magazín zaměřený na vše, co souvisí se zdravím i zdravotnictvím. Přináší informace zasazené do kontextu českého zdravotnictví, aktuální zprávy, kauzy, zajímavosti, rady pro pacienty, tipy pro zdraví a příběhy osobností lékařského stavu i běžných zdravotníků nebo pacientů.

## Redakce
Šéfredaktorkou on-line magazínu Naše zdravotnictví je Pavlína Zítková. Vystudovala Vysokou školu ekonomickou v Praze. Začínala jako editorka a redaktorka portálu iHNed.cz. Poté působila dva roky v České informační agentuře. Následně se vrátila do vydavatelství Economia, kde pracovala jako redaktorka a následně šéfredaktorka portálu ProByznys.info. Přispívala i do Hospodářských novin, na web E15, Reflex nebo Maminka.cz.

První 4 roky vedl redakci David Garkisch. Přišel z redakce TV Nova, kde působil jako reportér a editor. Předtím působil více než dvacet let v řadě médií – například v České televizi, Českém rozhlase, MF Dnes či Lidových novinách. 

Magazín Našezdravotnictví.cz spolupracuje i s lékaři a zdravotníky, vědci a dalšími experty v oborech týkajících se zdraví a zdravotnictví. Dává ale prostor k vyjádření i laické veřejnosti a pacientům. Magazín spolupracuje i s odborným měsíčníkem České lékařské komory Tempus Medicorum. On-line magazín Našezdravotnictví.cz představila Česká lékařská komora 18. října 2017 jako nový způsob, jak komunikovat s širší veřejností a spolupracovat na budování kvalitního zdravotnictví.

## Vydavatel
Vydavatelem magazínu Našezdravotnictví.cz je Česká lékařská komora. V ní jsou sdruženi všichni lékaři na území České republiky a je to jejich samosprávná stavovská organizace. Dbá na odborné a etické vykonávání lékařské profese, zaručuje odbornost svých členů a hájí jejich práva, zájmy a profesní čest. Má nad lékaři rovněž zákonem stanovenou disciplinární pravomoc. Od roku 1996 také uděluje čestné ocenění Rytíř českého lékařského stavu.